# 忽那重清
忽那 重清（くつな しげきよ）は、鎌倉時代後期から南北朝時代の武将。

## 経歴
伊予国忽那諸島を本拠とした水軍。元弘元年（1331年）後醍醐天皇に呼応し挙兵（元弘の乱）伊予宇都宮氏の討伐に加わり、伊予各地で戦う。のち新田義貞に従い建武政権に反した足利尊氏の討伐に参陣し、洞院実世の麾下として東山道を進み信濃大井城で敵を討ち、更に京都などでも天皇方として戦う。その後建武3年/延元元年（1336年）尊氏が九州から京都へ向かった際は足利方に転じ、吉見氏頼麾下として足利直義勢に従う。京都では宮方を掃討し、伊予では細川・河野氏を助けて戦った。ほか安芸などで戦い活躍を見せるが、晩年は、南朝方の弟義範に圧倒され歴史の表舞台から姿を消した。